# Pseudomugil majusculus
Pseudomugil majusculus, tên tiếng Anh: Cape blue-eye, là một loài cá thuộc họ Pseudomugilidae. Nó là loài đặc hữu của Papua New Guinea.